# Salman Rushdie
Sir Ahmad Salman Rushdie (født 19. juni 1947 i Bombay, Indien) er en skønlitterær forfatter, hvis bøger hovedsagelig foregår på det indiske subkontinent. Han voksede op i Bombay, men afsluttede sin eksamen på King's College i Cambridge i England. Han flyttede derefter med sin familie til Pakistan, inden han besluttede sig for at bo permanent i Storbritannien.
Hans værker bevæger sig i grænselandet mellem mange forskellige genrer, som magisk realisme, postmodernisme og postkolonialisme. Rushdies måde at bruge sproget på er levende, udfordrende og legende, og han eksperimenterer ved blandt andet at blande det engelske sprog med udtryk hentet fra andre sprog, især urdu/hindi.
Rushdie er en kontroversiel romanforfatter og essayist, primært i kraft af bogen De sataniske vers, hvori der i en drømmescene antydes, at nogle af versene i Koranen skulle være skrevet af Satan. Disse antydninger, uanset deres karakter af fiktion, blev anset for uacceptable af mange islamiske mullaher og imamer, og det resulterede i at Irans daværende leder ayatollah Ruhollah Khomeini udstedte en fatwa over Rushdie og hans støtter med en dødsdom for gudsbespottelse. Den 20. februar 1989 dannes The International Rushdie Defence Commitee (I.R.D.C.) i London. Fatwaen er aldrig trukket tilbage eller ophævet og i 2016 forhøjede statslige iranske radiostationer dusøren. Bogen The Rushdie Letters fra 1993 indeholder bl.a. Rushdies essay A 1000 Days in a Baloon.
Salman Rushdie oprettede i 1994 Det Internationale Forfatterparlament (IPW), et internationalt netværk af fristeder for forfulgte forfattere. Dette bliver senere til et internationalt netværk af Fribyer under ICORN (International cities of refuge network).
Rushdie lever i dag i eksil og under jorden i USA,[kilde mangler] hvor han bliver beskyttet af Secret Service.[kilde mangler] På trods af sin konstante overvågning giftede Rushdie sig i 2004 med fotomodellen og kogebogsforfatteren Padma Lakshmi.
I 2007 blev Salman Rushdie slået til Ridder (Knight Commander) af den britiske dronning.
Rushdie blev den 12. august 2022 overfaldet af en 24-årig mand med en kniv under et arrangement i den lille by Chautauqua i delstaten New York. Rushdie blev stukket flere gange af gerningsmanden og blev efter overfaldet lagt i respirator.

## Skønlitterær bibliografi
- Grimus (1975)
- Midnatsbørn (1981)
- Skam (1983)
- Jaguarens smil (1987)
- De sataniske vers (1988)
- Harun og eventyrhavet (1990)
- i god tro og Er intet helligt? (1990)
- Øst, vest (1994)
- Maurerens sidste suk (1995)
- Jorden under hendes fødder (1999)
- Raseri (2001)
- Klovnen Shalimar (2005)
- Fortryllersken fra Firenze (2009)
- Luka og livets ild (2010)
- Joseph Anton (2012) Salman Rushdies erindringer.
- To år, otte måneder og otteogtyve nætter (2015)
- Det gyldne hus (2018)